# Jerzy Stanisław Kmieciński
Jerzy Stanisław Kmieciński (ur. 8 listopada 1927 w Piotrkowie Trybunalskim, zm. 5 grudnia 2022 w Łodzi) – polski archeolog o specjalizacji w zakresie antropologii kulturowej, germanoznawstwa oraz prahistorii, profesor nauk humanistycznych, do 1991 nauczyciel akademicki Wydziału Studiów Międzynarodowych i Politologicznych Uniwersytetu Łódzkiego. Znawca okresu późnolateńskiego (przedrzymskiego) i rzymskiego Europy środkowej i północnej oraz metodyki i metodologii badań archeologicznych.

## Życiorys
W 1951 otrzymał tytuł magistra na podstawie pracy napisanej pod kierunkiem Konrada Jażdzewskiego. Był m.in. kierownikiem misji archeologicznej w Węsiorach i Odrach (1962) oraz kierował pracami Pomorskiej Ekspedycji Archeologicznej UŁ. Jest autorem licznych artykułów i publikacji opisujących zagadnienia osadnicze na pograniczu gocko-gepidzkim na Pomorzu w okresie wpływów rzymskich od I–IV w n.e. Współpracował z Uniwersytetem w Santiago de Compostela. 
Jest redaktorem serii wydawniczej półrocznika Eastern Review oraz redaktorem Archeologia Balthica (t. 2: 1977 – t. 10: 1992), Folia Archaeologica, Acta Universitatis Lodziensis (t. 7: 1985 – t. 15: 1991), Pradzieje ziem polskich (t. 1: 1989 o), Eastern Review (t. 1: 1977 –).
Członek Instytutu Studiów Politologicznych UŁ, członek zarządu Łódzkiego Towarzystwa Naukowego.
Za działalność naukową i społeczną został wyróżniony; otrzymał Złoty Krzyż Zasługi, Krzyż Kawalerski Orderu Odrodzenia Polski, Medal Komisji Edukacji Narodowej, medal za zasługi dla UMCS "Nauka w Służbie Ludu". W 2005 odznaczony za wybitne zasługi w pracy naukowej, dydaktycznej i organizacyjnej krzyżem oficerskim Orderu Odrodzenia Polski.

## Kariera naukowa
- 1948–1950 – asystent Kierownictwa Badań nad Początkami Państwa Polskiego
- 1951–1952 – asystent Muzeum Archeologicznego w Łodzi
- 1952 – magisterium na Wydziale Filozoficzno-Historycznym Uniwersytetu Łódzkiego
- 1952 – inspektor-rzeczoznawca zabytków archeologicznych na woj. łódzkie, bydgoskie, gdańskie (do 1956)
- 1956 – st. asystent, adiunkt w Katedrze Archeologii UŁ (do 1968)
- 1958 – docent na UŁ (do 1992)
- 1962 – doktorat na Wydziale Filozoficzno-Historycznym Uniwersytetu Łódzkiego pod opieką prof. dr hab. Konrada Jażdżewskiego
- 1972 – kierownik Katedry Archeologii (do 1993)
- 1980 – docent w Katedrze Archeologii UMCS (do 1994)
- 1984–1996 Kierownik międzynarodowego programu badawczego Peregrinatio Gothica
- 1992 – Rozprawa habilitacyjna pod tytułem Nacjonalizm w germanoznawstwie niemieckim w XIX i początkach XX wieku na Wydziale Filozoficzno-Historycznym Uniwersytetu Łódzkiego
- 1992 – profesor UŁ
- 1993 – kierownik Ośrodka Badań i Studiów Wschodu UŁ
- 1994 – profesor UMCS i kierownik Katedry
- 1995 – Kierownik międzynarodowego programu badawczego Przemiany ekologiczne biokulturowa adaptacja człowieka
- 1996 – Kierownik międzynarodowego programu badawczego Szlaki pielgrzymie i drogi handlowe jako czynnik integracji
- 1998 – profesor nauk humanistycznych

## Publikacje
- Jerzy Kmieciński (red.), Pradzieje ziem polskich, wyd. PWN Warszawa-Łódź 1989
- Jerzy Kmieciński, Jan Gurba. Szlaki handlowe jako ponadczasowy nośnik innowacji kulturowych, Pomorania Antiqua Tom XXI
- Jerzy Kmieciński. Niektóre społeczne aspekty epizodu gockiego w okresie środkowo-rzymskim na Pomorzu. Zeszyty Naukowe Uniwersytetu Łódzkiego. Seria I, zeszyt 12, Łódź 1959, s. 3–32
- Jerzy Kmieciński. Niektóre zagadnienia wędrówki Gotów w świetle dotychczasowych badań, oraz w świetle wykopalisk w Węsiorach w pow. kartuskim.Zeszyty Naukowe Uniwersytetu Łódzkiego. Seria I, zeszyt 8, Łódź 1958, s. 37–49

## Ciekawostka
Zbigniew Nienacki zadedykował mu w 1960 książkę Pan Samochodzik i skarb Atanaryka. Dedykacja brzmi: „Mgr. Jerzemu Kmiecińskiemu, kierownikowi ekspedycji archeologicznej w Węsiorach”.